# Wesley Ribeiro Silva
Wesley Ribeiro Silva (Salvador, 22 aprile 1999) è un calciatore brasiliano, attaccante dell'Internacional.

## Caratteristiche tecniche
È un'ala sinistra.

## Carriera
Cresciuto nel settore giovanile del Palmeiras, nel 2019 è stato ceduto in prestito al Vitória con cui ha debuttato fra i professionisti disputando l'incontro di Série B perso 3-1 contro lo Sport Recife.

## Palmarès

### Competizioni statali
- Campionato paulista: 1

Palmeiras: 2022
- Campionato Gaúcho: 1

Internacional: 2025

### Competizioni nazionali
- Supercoppa del Brasile: 1

Palmeiras: 2023

### Competizioni internazionali
- Coppa Libertadores: 1

Palmeiras: 2021
- Recopa Sudamericana: 1

Palmeiras 2022